# بلوتشنيك (موقع أثري)
بلوتشنيك هو موقع أثري يقع في قرية بلوتشنيك في مقاطعة توبليكا في صربيا. توجد مستوطنة تبلغ مساحتها 120 هكتارًا تنتمي إلى حضارة الفينكا من العصر الحجري الحديث في الموقع من 5500 قبل الميلاد حتى دمرتها النيران عام 4700 قبل الميلاد.
اكتشف الموقع لأول مرة أثناء بناء السكك الحديدية في عام 1927، ولكن لم يُدقق فيه إلا بشكل متقطع حتى بدأت أعمال التنقيب التي قام بها متحف بروكوبلي في المتحف الوطني بصربيا في عام 1996.
كانت منازل فينشا في بلكوبنيك تحتوي على مواقد وثقوب خاصة مخصصة للنفايات، ودُفن الموتى في مقابر. كان الناس ينامون على الحصائر الصوفية والفراء ويصنعون الملابس من الصوف والكتان والجلد. لا تمثل التماثيل التي عُثر عليها الآلهة فحسب، بل يُظهر العديد منها الحياة اليومية للسكان بينما يبدو أن اكتشافات الفخار الخام قد صنعها أطفال. تُصور النساء في القفازات القصيرة والتنانير وهن يرتدين المجوهرات. قد يكون وجود بئر حراري بالقرب من المستوطنة دليلاً على أقدم منتجع صحي في أوروبا.

## علم الفلزات
في عام 2007، أُبلغ عن تأريخ أولي لورشة بلوتشنيك للنحاس مع فرن وأدوات نحاسية إلى 5500 قبل الميلاد، إذا كان هذا صحيحًا، يشير إلى أن العصر النحاسي كان من الممكن أن يبدأ في أوروبا قبل 500 عام أو أكثر مما كان يعتقد سابقًا. يتميز الفرن والمصهر المتطوران بفتحات تهوية شبيهة بالأنابيب تحتوي على مئات من الثقوب الصغيرة. كان هناك أيضًا مدخنة لضمان دخول الهواء إلى الفرن لإشعال النار، و إبعاد الدخان المتصاعد عن العمال. كان يُعتقد أن ورش النحاس من فترات لاحقة تشير إلى بداية العصر النحاسي كانت أقل تقدمًا، وتفتقر إلى المداخن، وقيام العمال بنفخ الهواء على النار باستخدام منفاخ.
في عام 2008، عُثر على فأس نحاسي في بلوتشنيك يرجع تاريخها إلى 5500 قبل الميلاد. أدى هذا إلى تأخير بداية العصر النحاسي بمقدار 500 عام.
أفادت دراسة نُشرت في ديسمبر 2013 عن اكتشاف في الموقع لرقائق برونزية من القصدير من بلوتشنيك مؤرخة في ق. 4650 قبل الميلاد . هذا هو أقدم برونز قصديري عُثر عليه حتى الآن في العالم.
دُعّم هذا الاكتشاف أيضًا من خلال إعادة تحليل 14 قطعة أثرية برونزية قصديرية من المواقع المجاورة في بلغاريا وصربيا تعود إلى ما قبل 4000 قبل الميلاد. أظهر هذا أن برونز القصدير المبكر كان أكثر شيوعًا مما كان يعتقد سابقًا، وطُوّر بشكل مستقل في أوروبا قبل 1500 عام من أول سبائك البرونز القصدير في الشرق الأدنى.
قطعة أثرية أخرى مشابهة لرقائق بلوتشنيك عبارة عن حلقة برونزية من جومولافا في صربيا. عند التحليل، أظهرت الحلقة أنها تحتوي على نسبة تزيد عن 8٪ من القصدير. رقائق بلوتشنيك بها 11.7 بالمائة من القصدير. يتطلب البرونز القصديري فوق 8 بالمائة من القصدير درجات حرارة عالية للتلدين في حدود 500-800 درجة مئوية، لذلك كانت هذه هي درجات الحرارة التي حُققت بالفعل في ذلك الوقت. هذه أعلى بكثير من درجات الحرارة اللازمة لإنتاج المشغولات النحاسية.
وفقًا للمؤلفين، فإن الأفق التالي للبرونز في صربيا يعود إلى الألفية الثالثة قبل الميلاد، وهذا يعني أنه كان هناك انقطاع كبير، عندما يبدو أن هذه التكنولوجيا قد ضاعت. في بلغاريا، من ناحية أخرى، استمر إنتاج البرونز في الألفية الرابعة قبل الميلاد، ولكن أُنتج البرونز الزرنيخي فقط ؛ لذلك كانت هذه تقنية مختلفة. وبالمثل، في صربيا، أُنتج البرونز الزرنيخي في الغالب في أوقات لاحقة.